# 4908 Ward
A 4908 Ward (ideiglenes jelöléssel 1933 SD) a Naprendszer kisbolygóövében található aszteroida. Fernand Rigaux fedezte fel 1933. szeptember 17-én.